# HMAS Australia (D84)
HMAS Australia byl těžký křižník sloužící v Australském královském námořnictvu v období druhé světové války. Byl jednou ze sedmi lodí třídy Kent, která byla první skupinou třináctičlenné třídy County.
V letech 1925–1928 ho postavila loděnice John Brown and Company v Clydebanku u Glasgow. Ve 30. letech byla Australia modernizována, vybavena katapultem a novým bočním pancířem o síle 114 mm. Křižník se účastnil Operace Menace – neúspěšného pokusu o dobytí vichistickou Francií ovládaného přístavu Dakar, dále bitvy v Korálovém moři, bitvy o Guadalcanal – zejména bitvy u ostrova Savo a v neposlední řadě bitvy u Leyte. Po válce loď sloužila k výcviku. V roce 1956 byla sešrotována.